# Classe Yugo
La classe Yugo (coréen : 상어급 잠수함), littéralement classe Requin, est une classe de sous-marins de poche construit en Corée du Nord pour la marine populaire de Corée, utilisée principalement pour l'infiltration et l'espionnage. La classe est ainsi nommée parce qu'elle a été construite selon les plans fournis à la Corée du Nord par la Yougoslavie en 1965.

## Historique
La classe Yugo est une famille de sous-marins de poche qui ne sont pas tous identiques. Le déplacement est soit de 90 tonnes standard comme la conception yougoslave d'origine pour les premières unités, soit 110 tonnes pour les dernières unités. L'armement est soit une paire de tubes lance-torpilles de 406 mm (premières unités) ou une paire de tubes lance-torpilles courts de 533 mm (dernières unités). 
Toutes les unités ont la même portée: 550 milles marins (1 020 km) à 10 nœuds (19 km/h) en surface et 50 milles marins (93 km) à 4 nœuds (7,4 km/h) immergés. Le dernier navire a été construit dans les années 1980, après quoi il a été remplacé par les submersibles de classe Sang-O . En 1998, un sous-marin a été capturé par les Sud-Coréens (Incident du sous-marin de Sokcho de 1998).
En juillet 2007, 4 ont été transférés en Iran pour rembourser une partie des dettes de la Corée du Nord à la Marine de la république islamique d'Iran.
Au début des années 2000, le Vietnam avait acquis une unité avant de commander des sous-marins diesel-électriques de classe Kilo russe.
En mars 2016, il a été annoncé que la marine nord-coréenne avait perdu l'un des navires lors des exercices .